# صحراء قطبية

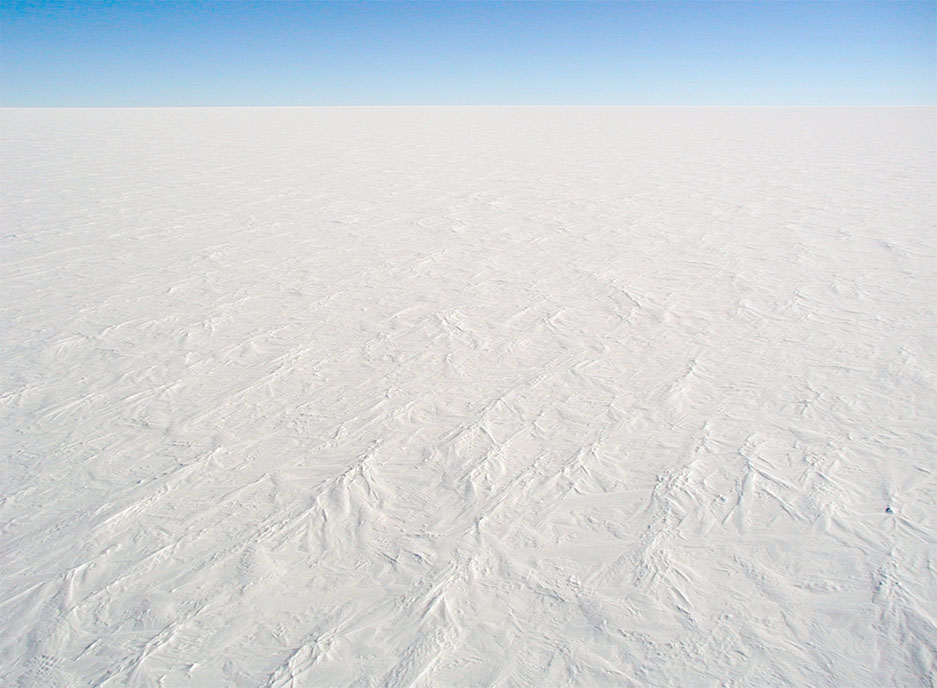
الصحراء القطبية كما تظهر من أعلى

الصحاري القطبية مناطق ذات معدل هطول مطري سنوي يقل عن 250 مم وبمعدل درجة حرارة أقل من 10° مئوية خلال فصل الصيف. تغطي الصحاري القطبية مساحة كبيرة من وجه الكرة الأرضية تصل إلى ما يقارب 5 ملايين كم مربع مما يجعلها أكبر الصحاري على الأرض. وتتشكل من سهول حصويّة وصخور الأديم (أنهار صخرية جافة).

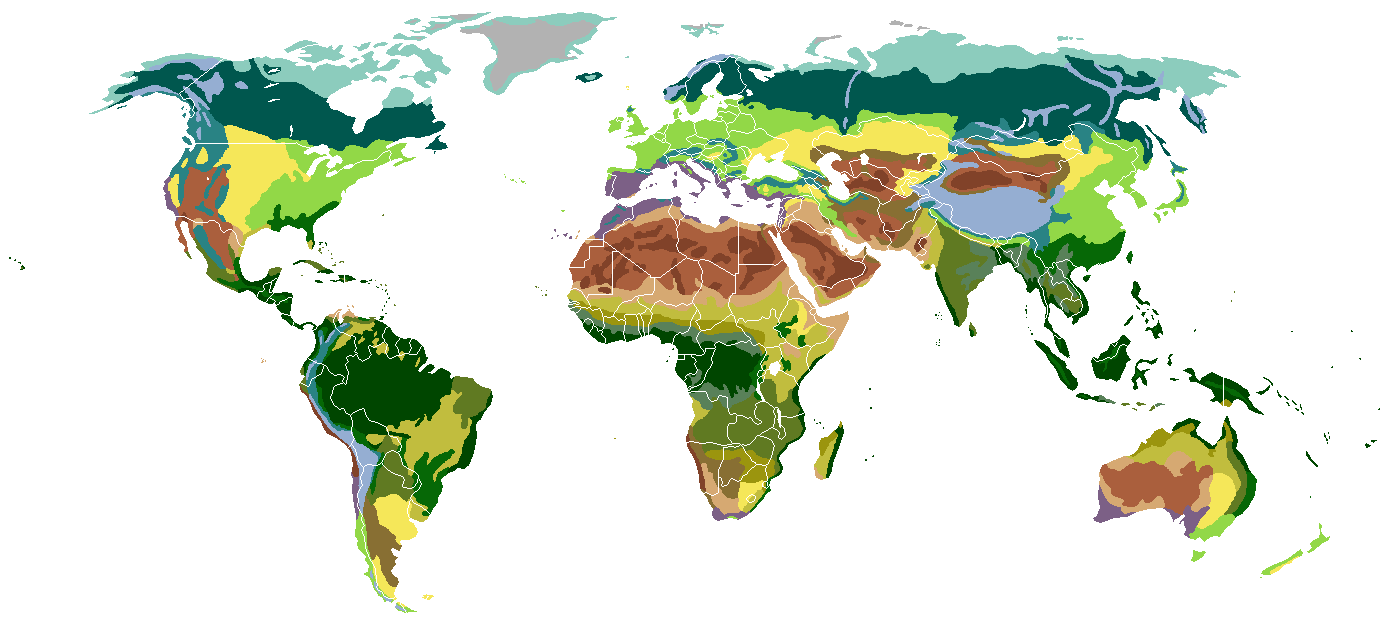
تظهر الصحارى القطبية باللون الرمادي بأقصى شمال وجنوب الكرة الأرضية

في المنطقة القطبية، يوجد موطنان بيئيان: التندرا والصحاري القطبية. ويوجد هذان الموطنان بأقاصي الكرة الأرضية باتجاه القطبين وتشمل شمال القارات الأمريكية والأوروبية والآسيوية والقارة المتجمدة الجنوبيّة. وعلى النقيض من التندرا التي تتوفر بها الظروف الملائمة في فصل الصيف للحياة النباتيّة والحيوانيّة، فأن الصحراء القطبية جرداء وتغطيها طبقة دائمة من الجليد. ولا تسمح الظروف الطبيعية في الصحراء القطبية استمرار الحياة عدا عن بعض الأحياء المجهرية التي يمكن أن تعيش بداخل الجليد في طبقات من المواد العضويَّة وغير العضويَّة. وهذه الأحياء المجهرية قريبة من البكتيريا الزرقاء وتؤدي وظائف متعددة من ضمنها ضبط غاز ثاني أوكسيد الكربون من الثلج الذائب.